# Bryan Herta
Bryan John Herta (ur. 23 maja 1970 w Warren) – amerykański kierowca wyścigowy. Właściciel zespołu Bryan Herta Autosport.

## Kariera
Herta rozpoczął karierę w międzynarodowych wyścigach samochodowych w 1990 roku od startów w Barber Saab Pro Series, gdzie raz stanął na podium. Z dorobkiem 55 punktów został tam sklasyfikowany na piątej pozycji w klasyfikacji generalnej. W późniejszych latach Amerykanin pojawiał się także w stawce SCCA Toyota Atlantic Championship, Zerex Saab Pro Series, Firestone Indy Lights, Champ Car, American Le Mans Series, 24-godzinnego wyścigu Le Mans, Indy Car, Grand American Rolex Series oraz A1 Grand Prix.

## Wyniki w 24h Le Mans
| Rok  | Zespół             | Partnerzy                   | Samochód        | Klasa  | Okr. | Poz. | Klasa Pos. |
| ---- | ------------------ | --------------------------- | --------------- | ------ | ---- | ---- | ---------- |
| 2002 | Panoz Motor Sports | David Brabham Jan Magnussen | Panoz LMP01 Evo | LMP900 | 90   | NU   | NU         |